# الغارات الجوية على مخيمات اللاجئين في الحرب الفلسطينية الإسرائيلية
في الحرب الفلسطينية الإسرائيلية 2023، كجزء من قصف وغزو غزة، شنت جيش الاحتلال الإسرائيلي العديد من الغارات الجوية على مخيمات اللاجئين الفلسطينيين المكتظة بالسكان في كل من قطاع غزة والضفة الغربية.

## قطاع غزة

### جباليا

#### 9-22 أكتوبر
وفي أعقاب الغارات الجوية الإسرائيلية على مناطق أخرى من غزة، فر سكان غزة النازحون داخليًا إلى مخيم جباليا. في وقت الهجوم، كان السوق ممتلئًا تمامًا، حيث قام العملاء والبائعين بتخزين البضائع. وأصابت الغارة الجوية منطقة الترانس في سوق جباليا، وهي إحدى أكثر المناطق اكتظاظا بالسكان في جباليا. وذكر الناجون من الهجوم لفرانس 24 أن الغارة الجوية "أصابت قلب السوق"، وفي أعقابها مباشرة سقط العديد من القتلى. ولم يتمكن العديد من الجثث من انتشالها في الأيام التي تلت الغارة الجوية، بسبب نقص المعدات.
وذكر أحد عمال الإنقاذ لصحيفة نيويورك تايمز أن عدد القتلى تجاوز الستين، وأن السوق والمباني المحيطة به دمرت بالكامل. وامتنعت وزارة الصحة في غزة عن تقديم تقديرات كاملة لكنها تحدثت عن سقوط "عشرات" القتلى والجرحى. وزعمت وزارة الداخلية في غزة أيضًا أن الغارة الجوية استهدفت في البداية مبنى سكنيًا تابعًا لعائلة أبو إشكية.
وزعمت الحكومة الإسرائيلية أن الغارة الجوية استهدفت عناصر من حركة حماس متواجدين في مسجد بمخيم جباليا.
وفي 12 أكتوبر، أصابت غارة جوية ثانية على مخيم جباليا مبنى سكنيًا، مما أدى إلى تدمير عدة شقق ومقتل أشخاص من عائلتين. وأفادت وزارة الداخلية في غزة عن مقتل 45 شخصًا وإصابة أربعة آخرين على الأقل. ولجأ بعضهم إلى هناك بعد تهجيرهم من بيت حانون.
وفي 19 أكتوبر، تعرض المخيم لضربة جوية ثالثة، مما أسفر عن مقتل 18 لاجئًا. وفي 22 أكتوبر/تشرين الأول، قُصف المخيم للمرة الرابعة خلال قصف مكثف بشكل خاص على غزة. وقُصفت عدة منازل وانتشل ما لا يقل عن 30 جثة من تحت الأنقاض.

#### 31 أكتوبر
وفي 31 أكتوبر/تشرين الأول، قصفت الطائرات المقاتلة الإسرائيلية المخيم مرة أخرى. وقال الجيش الإسرائيلي إن الهجوم كان يهدف إلى استهداف القائد الرئيسي لهجمات 7 أكتوبر، إبراهيم بياري، بالإضافة إلى "مجمع أنفاق واسع تحت الأرض" أسفل المعسكر والذي كان بياري يقود العمليات منه وفقًا للجيش الإسرائيلي. ونفت حماس وجود أي قائد وقالت إن إسرائيل تستخدم هذه المزاعم كذريعة للهجوم.
وتحدث شاهد عيان أجرت شبكة سي إن إن مقابلة معه عن "مشاهد مروعة":
كما تحدث عاطف أبو سيف، وزير الثقافة في السلطة الفلسطينية في عهد الرئيس محمود عباس والمنتقد المعروف لحماس، لمجلة دير شبيجل عن مشاهد "مروعة"، قائلاً إن أكثر من 50 منزلاً تحطم وسحق. في كل منزل هناك" كان هناك العشرات من الأشخاص والعائلات والأقارب الذين فروا من الخارج لأن مناطقهم تعرضت للقصف. لقد قصفوا المركز، قلب مخيم اللاجئين. لا يوجد مكان في كل فلسطين مكتظ بالسكان الآن لا أستطيع حتى معرفة أين بدأ المبنى وأين انتهى."
وكان مراسل الجزيرة أنس الشريف في مكان الحادث قائلاً: "إنها مذبحة ضخمة. ومن الصعب إحصاء عدد المباني التي دمرت هنا". ووصف نيبال فرسخ، المتحدث باسم الهلال الأحمر الفلسطيني، المشهد بأنه "مروع للغاية". وإبلغ عن فقدان أكثر من مائة شخص تحت الأنقاض. وقالت وزارة الداخلية في غزة إن المخيم "دمر بالكامل"، مع تقديرات أولية بحوالي 400 جريح أو قتيل. وأفاد مدير مستشفى إندونيسيا عن مقتل أكثر من 50 شخصًا.
وأكد المتحدث باسم الجيش الإسرائيلي دانييل هاغاري أن الطائرات المقاتلة الإسرائيلية هاجمت مخيم اللاجئين. ووصف المتحدث باسم الجيش الإسرائيلي ريتشارد هيشت مقتل المدنيين بأنه نتيجة مأساوية للحرب واتهم حماس باستخدام السكان المحليين كدروع بشرية، مشيراً إلى أنه حذر المدنيين بالتحرك جنوباً.

#### 1-2 نوفمبر
وبعد أقل من يوم من الغارة الجوية التي وقعت في 31 أكتوبر/تشرين الأول والتي أسفرت عن مقتل ما لا يقل عن 50 شخصًا، تعرضت جباليا للقصف مرة أخرى. ووصف الدفاع المدني في غزة الغارة الجوية بأنها "مجزرة ثانية" دمرت عدة مباني محيطة بالمخيم وقتلت ما لا يقل عن 80 شخصًا وأصابت مئات آخرين. وقال الجيش الإسرائيلي إن الغارة قتلت "رئيس وحدة الصواريخ المضادة للدبابات التابعة لحماس محمد أعصار".
وفي 2 نوفمبر/تشرين الثاني، أصابت غارة جوية أخرى في مخيم جباليا للاجئين مدرسة أبو حسين التي ترعاها الأونروا، والتي تؤوي العديد من النازحين من غزة.

#### مدرسة الفاخورة
وفي 4 نوفمبر، أكدت متحدثة باسم الأونروا التقارير التي تفيد بأن إسرائيل شنت غارة جوية أخرى ضد مدرسة تديرها الأمم المتحدة في مخيم جباليا للاجئين. وبحسب وزارة الصحة في غزة، فقد أدى الهجوم على مدرسة الفاخورة إلى مقتل خمسة عشر شخصًا وإصابة العشرات. وذكرت رويترز أنها حصلت على مقطع فيديو لصبي يبكي يائسًا: "كنت أقف هنا عندما وقعت ثلاثة تفجيرات، كنت أحمل بيدي جثة وجثة أخرى مقطوعة الرأس. الله سينتقم مني". وفقًا للأونروا، أصابت غارة واحدة على الأقل ساحة المدرسة حيث نصبت العائلات النازحة خيامها. وردا على الغارة، أشارت قناة الجزيرة إلى أن إسرائيل "تحاول القضاء على جميع مصادر بقاء السكان المدنيين لإجبارهم على الإخلاء إلى الجزء الجنوبي من غزة".
ووقعت غارة جوية ثانية على المدرسة في الساعات الأولى من صباح يوم 18 نوفمبر/تشرين الثاني. وتحدث الصحفيون في مكان الحادث عن وجود جثث في كل مكان، مما يشير إلى أن الغارة ربما كانت رسالة إسرائيلية للمدنيين بالفرار إلى جنوب قطاع غزة. وأسفرت الضربة الثانية عن مقتل ما لا يقل عن 50 شخصا. ويظهر مقطع فيديو عقب ما وصف بـ”المجزرة” رجلاً يسير في عدة غرف حيث يمكن رؤية عشرات الجثث، كما يمكن سماع الاستغاثة في جميع أنحاء المدرسة.

#### 13-23 نوفمبر
وفي 13 نوفمبر/تشرين الثاني، قصفت إسرائيل المخيم، فدمرت اثني عشر منزلاً وقتلت أكثر من 30 شخصاً. وأفاد فريق الدفاع المدني بعدم تمكنه من انتشال المصابين من تحت الأنقاض بسبب نقص المعدات. وفي 14 نوفمبر/تشرين الثاني، قتلت الغارات الجوية الإسرائيلية لاعبي الكرة الطائرة حسن زعيتر وإبراهيم قصية في المخيم. وفي 17 نوفمبر/تشرين الثاني، قصفت إسرائيل عدة مبان سكنية، مما أدى إلى مقتل وجرح عدد غير معروف. وبحسب ما ورد استخدم السكان وعمال الإنقاذ الفؤوس والمطارق وأيديهم العارية لمحاولة العثور على ناجين. في 23 نوفمبر/تشرين الثاني، أدت غارة جوية إسرائيلية على مدرسة أبو الحسين إلى مقتل ما لا يقل عن 27 شخصًا، وفقًا لوزارة الصحة في غزة.

#### ديسمبر
وفي 5 ديسمبر/كانون الأول، أعلن الجيش الإسرائيلي أنه قام بتطويق مخيم جباليا بأكمله. وفي 6 ديسمبر/كانون الأول، أفادت التقارير بتكثيف الغارات الجوية على المخيم.

### الشاطئ
في 9 أكتوبر 2023، خلال الحرب بين إسرائيل وحماس، شنت قوات الدفاع الإسرائيلية غارة جوية على مخيم الشاطئ للاجئين في قطاع غزة، مما أدى إلى تدمير أربعة مساجد. وبحسب وسائل إعلام فلسطينية، فقد أدى الهجوم إلى مقتل أشخاص بداخله. ويعد هذا المخيم ثالث أكبر مخيم للاجئين في غزة، حيث يبلغ عدد سكانه أكثر من 90،000 لاجئ. ونفذت غارة ثانية في 12 أكتوبر/تشرين الأول، مما أسفر عن مقتل 13 شخصًا.
دمر المسجد الغربي، ومسجد ياسين، ومسجد السوسي بشكل كامل، بحسب لقطات الأقمار الصناعية، حيث أفادت الأخبار المحلية عن مقتل عدد غير محدد من الأشخاص داخله. ووصفت وزارة الصحة الفلسطينية الوضع بأنه "مجزرة". قُتل عشرة أشخاص في غارة جوية يوم 29 يناير. قُتل شخصان وأصيب أربعة آخرون في غارة جوية يوم 24 فبراير. بحلول 6 مارس 2024، أظهرت لقطات جوية أن مخيم الشاطئ، الذي كان أحد أكثر المناطق كثافة سكانية في العالم قبل الحرب، كان في حالة خراب كامل. ووردت أنباء عن وقوع عدة إصابات في أعقاب القصف الإسرائيلي للمخيم في 22 مارس/آذار. وذكرت وكالة وفا أن أربعة أشخاص على الأقل قتلوا في هجوم إسرائيلي في 18 أبريل/نيسان.

### البريج
وأدت غارة جوية شنتها القوات الإسرائيلية على مخيم البريج للاجئين في 17 أكتوبر/تشرين الأول إلى مقتل ما لا يقل عن 12 شخصًا وإصابة العشرات. وفي 2 نوفمبر/تشرين الثاني، قُصف مبنى سكني في المخيم، مما أدى إلى مقتل 15 شخصاً. وفي 5 نوفمبر/تشرين الثاني، قُصفت المباني السكنية في المخيم مرة أخرى، مما أسفر عن مقتل ما لا يقل عن 20 شخصًا. وأدى قصف بطائرة بدون طيار إلى مقتل شخصين في 22 ديسمبر/كانون الأول. قُتل أربعة في تفجير وقع في 23 ديسمبر/كانون الأول. اشتدت الهجمات المبلغ عنها في 5 يناير/كانون الثاني 2024. وأدى تفجير وقع في الأول من مارس/آذار إلى مقتل أربعة أشخاص. وأدت غارة جوية في 14 مارس/آذار إلى مقتل تسعة أشخاص من عائلة واحدة. قُتل شخصان على الأقل في غارة جوية إسرائيلية في 27 مارس/آذار، وذكر الهلال الأحمر الفلسطيني أنه انتشل جثة واحدة وثلاثة جرحى.

### المغازي

#### 17 تشرين الأول (مدرسة الأونروا)
في 17 أكتوبر 2023، قُصفت غارة جوية شنتها قوات الدفاع الإسرائيلية مدرسة تابعة لوكالة الأمم المتحدة لإغاثة وتشغيل اللاجئين الفلسطينيين في الشرق الأدنى (الأونروا) في مخيم المغازي للاجئين في قطاع غزة. وقتل ستة أشخاص في الغارة الجوية. وقالت الأونروا إن ما لا يقل عن 4000 شخص لجأوا إلى المدرسة منذ بداية الحرب الفلسطينية الإسرائيلية 2023. في 22 أكتوبر، أكدت الأونروا أن 29 من موظفيها قد قتلوا منذ 7 أكتوبر، نصفهم من معلمي الأونروا. وأضافت الوكالة أيضًا أنه حتى 21 أكتوبر، أصيب ما يقرب من 180 مدنيًا لجأوا إلى مدارس الأونروا، وقُتل 12 شخصًا، في حين تأثرت 38 منشأة تابعة للأونروا بالضربات منذ 7 أكتوبر.

#### 5 نوفمبر
في 5 نوفمبر 2023، أثناء الغزو الإسرائيلي لقطاع غزة، شنت قوات الدفاع الإسرائيلية غارة جوية على مخيم المغازي للاجئين وسط قطاع غزة. ووفقاً لوزارة الصحة في غزة، قُتل ما لا يقل عن 45 شخصاً، معظمهم من النساء والأطفال. ولم يؤكد الجيش الإسرائيلي تعرض المخيم لضربة جوية إسرائيلية، وقال إن غاراته الجوية كانت "ضربات محددة مبنية على معلومات استخبارية، وتحديدا ضد عناصر إرهابية". وألحقت الغارة الجوية أضرارا جسيمة بالمنازل المجاورة والبنية التحتية. وقالت وزارة الصحة في غزة إن أكثر من 30 شهيدا وصلوا إلى مستشفى شهداء الأقصى في دير البلح عقب الغارة الجوية.

#### 6 ديسمبر
وفي 6 ديسمبر/كانون الأول، قُتل ما لا يقل عن عشرة أشخاص في غارة جوية إسرائيلية، ويُعتقد أن العديد منهم ما زالوا مدفونين تحت الأنقاض.

#### 24 و 25 ديسمبر
وبحسب ما ورد قُتل 70 شخصًا بعد الغارات الجوية الإسرائيلية. ووصف أحد الناجين من الهجوم بأنه "إبادة كاملة وحقيقية" للمنطقة السكنية. وبحث الناس عن الجرحى بأيديهم العارية. ونقل الجرحى إلى أقرب مستشفى بواسطة عربة خشبية. بحلول 25 ديسمبر، ارتفع عدد القتلى إلى 106. شطبت سبع عائلات من السجل المدني بعد الهجوم، مما يعني أن كل فرد في تلك العائلة قد قُتل. وذكر السكان أنهم لم يتلقوا أي أوامر إخلاء أو إشعار تحذيري. وفي 28 ديسمبر/كانون الأول، ذكر الجيش الإسرائيلي أن عدد القتلى مرتفع للغاية لأنهم استخدموا "نوعًا خاطئًا من الذخيرة". واصل السكان محاولة انتشال الضحايا بعد أربعة أيام من الغارة الأولى.

#### 28 ديسمبر
قُتل عدد من الأشخاص بعد غارة جوية في 28 ديسمبر/كانون الأول.

#### 9 يناير 2024
إبلغ عن ضربات ضخمة في 9 يناير، حيث قال صحفي الجزيرة هاني محمود: "الناس محاصرون في هذا القطاع الصغير من الأرض وينتظرون الموت".

### النصيرات

#### اكتوبر
في 18 أكتوبر 2023، قصف وتدمير مسجد النصيرات الكبير بغارات جوية إسرائيلية.

#### شهر نوفمبر
وكانت الغارة الجوية التي وقعت في 17 نوفمبر هي الضربة الثالثة من نوعها على المنطقة، وأسفرت عن مقتل 18 شخصًا. وفي 21 نوفمبر/تشرين الثاني، قُصفت القوات الإسرائيلية المخيم مرة أخرى، مستهدفة منازل من بينها منازل ممرضة وطاقم من الدفاع المدني، مما أسفر عن مقتل ما لا يقل عن 20 شخصًا.

#### ديسمبر
وفي 3 ديسمبر/كانون الأول، قُتل ما لا يقل عن ثلاثة عشر شخصًا في غارة جوية. إبلغ عن مقتل ما لا يقل عن عشرة أشخاص في غارة جوية يوم 5 ديسمبر. إبلغ عن مقتل ستة أشخاص في غارة جوية يوم 6 ديسمبر. ووردت أنباء عن مقتل عدة أشخاص في 18 ديسمبر/كانون الأول. ووردت أنباء عن مقتل عدة أشخاص بعد تفجير وقع في 21 ديسمبر/كانون الأول. وقصفت إسرائيل منزلاً في 22 كانون الأول/ديسمبر كان بداخله 52 من أفراد الأسرة، توفي 18 منهم. إبلغ عن مقتل ما يصل إلى عشرين شخصًا في أعقاب غارة جوية في 29 ديسمبر.

#### يناير 2024
قُتل اثنان في غارة جوية يوم 3 يناير/كانون الثاني 2024. وأدى تفجير وقع في 4 يناير/كانون الثاني إلى مقتل خمسة أشخاص. وأدت غارة جوية في 13 يناير/كانون الثاني إلى مقتل عدة أشخاص. قُتل سبعة أشخاص في غارة جوية يوم 19 يناير. وقُتل أربعة أشخاص في 20 يناير/كانون الثاني. في 24 يناير/كانون الثاني 2024، قُتل أربعة أطفال في غارات إسرائيلية استهدفت ساحة سكنية في مخيم النصيرات للاجئين. أدى القصف الإسرائيلي إلى تدمير مبنى سكني في حي الحصاينة في 25 كانون الثاني/يناير. وبحسب ما ورد قُتل أربعة أطفال. قُتل أحد عشر شخصًا في غارة جوية يوم 26 يناير. قُتل عدد غير معروف من الأشخاص بعد غارة جوية إسرائيلية على مبنى سكني في 28 يناير/كانون الثاني.

#### فبراير 2024
وقُتل خمسة أشخاص في 13 فبراير/شباط، بينهم الفنان علاء قدوحة. وقُتل 12 شخصاً في غارات جوية يوم 15 فبراير/شباط، من بينهم عدة أطفال. وبحسب ما ورد قُتل ثلاثة أشخاص في غارات جوية يوم 20 فبراير/شباط. وبحسب ما ورد قتلت طائرة انتحارية بدون طيار وأصابت عدة أشخاص في 21 فبراير. قُتل سبعة عشر شخصًا في 22 فبراير. ووردت أنباء عن مقتل عدة أشخاص في 28 فبراير/شباط.

#### مارس 2024
وأدت غارة جوية يوم 3 مارس/آذار إلى إصابة أكثر من 40 شخصًا ومقتل عشرة أشخاص. نشرت قناة الجزيرة سلسلة صور لأشخاص أصيبوا في غارة جوية إسرائيلية في 5 مارس/آذار. قُتل عشرة أشخاص في أعقاب غارة جوية على مبنى سكني في 9 مارس/آذار. عدل عدد القتلى إلى 13، حيث قال أحد الناجين: "لا يوجد شيء اسمه المحكمة الدولية أو القانون الإنساني الدولي. كل هذه مجرد أكاذيب. إنشأت كل هذه الأسماء "لدعم القوي ضد الضعيف، والظالم ضد مظلوم." قُتل ثمانية أشخاص في هجوم على مستودع للمساعدات في 14 مارس/آذار. ونقل الجرحى، ومن بينهم أطفال، إلى مستشفى الأقصى عقب غارة جوية إسرائيلية في 15 مارس/آذار.
قُتل 36 شخصًا في غارة جوية خلال ليلة 16 مارس، كما قُتل سبعة في غارة جوية أخرى في الصباح. وقُتل اثنان في غارة جوية يوم 17 مارس/آذار. قُتل تسعة أشخاص في غارة جوية يوم 18 مارس/آذار. وقُتل ما لا يقل عن 27 شخصاً في هجوم وقع في 19 مارس/آذار. قُتل تسعة أشخاص في غارة جوية يوم 21 مارس/آذار.

#### أبريل 2024
وأظهر مقطع فيديو تم التحقق منه بواسطة قناة الجزيرة الإنجليزية تسجيلات "لأصوات بكاء الأطفال" يبدو أنها صادرة عن طائرة إسرائيلية رباعية المروحيات، حيث ذكر السكان أنها كانت محاولة "لإغراء المدنيين وقتلهم". في 21 أبريل 2024، قُتل سبعة مدنيين في غارة جوية إسرائيلية. وفي 24 إبريل/نيسان، أفادت التقارير بمقتل أربعة أشخاص في تفجير وقع بالقرب من مدرسة في المخيم. وبحسب ما ورد قُتل ثلاثة أشخاص في غارة جوية في 27 أبريل/نيسان. وأفادت التقارير بمقتل ستة فلسطينيين على الأقل، من بينهم أربعة أطفال، في يوم 3 أيار/مايو. وفي أواخر إبريل/نيسان، ذكر شهود عيان مرة أخرى أن الجيش الإسرائيلي "يستخدم طائرات بدون طيار تطلق أصوات أطفال ونساء يستغيثون. وعندما يحاول الناس إنقاذهم، يتعرضون للهجوم".

### شابورة
إبلغ عن مقتل ما لا يقل عن عشرين شخصًا في غارة جوية على منزل عائلة واحدة في مخيم الشابورة للاجئين في 7 ديسمبر/كانون الأول. وفي 14 ديسمبر/كانون الأول، قام رجال الإنقاذ بالحفر بأيديهم بحثاً عن ناجين بعد أن دمرت غارة جوية إسرائيلية مبنى في المخيم.

## الضفة الغربية

### جنين
في 22 أكتوبر 2023، قصفت غارة جوية شنتها قوات الدفاع الإسرائيلية مسجد الأنصار الواقع في مخيم جنين للاجئين بالضفة الغربية، مما تسبب في أضرار جسيمة للمسجد، مما أسفر عن مقتل شخصين وإصابة ثلاثة آخرين. وبحسب ما ورد قُتل ثلاثة أشخاص في غارة جوية إسرائيلية في 20 مارس/آذار 2024.

### نور شمس
وقصفت طائرة إسرائيلية بدون طيار حي المنشية في مخيم نور شمس، بتاريخ 20 مارس/آذار 2024.

## تفاعلات
رداً على غارة جوية إسرائيلية على مخيم النصيرات في 14 مارس/آذار 2024، أدانت وزارة الخارجية الماليزية الهجوم، قائلة: "إن هذا العمل العدواني المستهجن ضد المدنيين الأبرياء يؤكد التجاهل الصارخ لحقوق الإنسان والقانون الدولي من قبل السلطات الإسرائيلية".